# Charles Hatchett
Charles Hatchett (ur. 2 stycznia 1765 w Londynie, zm. 10 marca 1847 tamże) – angielski chemik, odkrywca pierwiastka chemicznego niob. Laureat Medalu Copleya.